# شارلوتا مالم-رویترهولم
لوویسا شارلوتا مالم رویترهولم (۱۷۶۸–۱۸۴۵) هنرمند، نقاش، نویسنده و نجیب‌زاده فنلاندی - سوئدی بود. او یک نقاش آماتور بود. او همچنین کتابی ازمزامیر را در سه بخش در سال‌های ۱۸۲۰–۱۸۴۶ منتشر کرد.

## پیشینه
او دختر سرگرد یاکوب گئورگسون مالم (۱۷۳۵–۱۷۸۹) و الئونورا لوویسا فون کونیگشتد (۱۷۴۵–۱۸۲۱) بود. شارلوتا در سال ۱۷۹۷ با بارون اکسل کریستین رویترهولم (۱۷۵۳–۱۸۱۱) رئیس دادگاه استیناف در واسا ازدواج کرد.
او سرانجام در 77 سالگی درگذشت و در کلیسای جامع استرنگنس سوئد به خاک سپرده شد.